# Leskia depilis
Leskia depilis là một loài ruồi trong họ Tachinidae.